# 板坂則子
板坂 則子（いたさか のりこ、1952年3月 - ）は、近世文学研究者。専門は近世戯作、特に曲亭馬琴。専修大学名誉教授。東京都出身。

## 来歴
1970年女子学院高等学校卒業、1974年お茶の水女子大学文教育学部国文科卒業、東京大学大学院人文科学研究科博士課程単位取得満期退学、1980年群馬大学教育学部専任講師、助教授、1992年専修大学助教授、教授。2022年定年退職、名誉教授。2010年「曲亭馬琴の世界」で博士（文学）の学位を取得。
近世戯作、特に曲亭馬琴研究の権威の一人であり、実証的研究者である。その一方、学生とともにオペラ『八犬伝』の台本を作り上演したり、『狭衣物語』の二次創作ゲーム「狭衣」を製作したり、海外の大学との共同授業・遠隔授業といった取り組みを行っている。ゼミ出身者にはフジテレビプロデューサーの坪井貴史などがいる。
夫は池田和臣。板坂元、板坂耀子とは名字が同じだが無関係である。

## 著書
- 『曲亭馬琴の世界 戯作とその周縁』笠間書院、2010
- 『江戸時代　恋愛事情』朝日選書、2017

### 編著・校訂
- 『馬琴草双紙集』（叢書江戸文庫）国書刊行会 1994
- 『椿説弓張月 前編』笠間書院 1996
- 『馬琴（日本文学研究論文集成）』若草書房 2000

## 論文
- Cinii